# 雷電恐懼症
雷電恐懼症指以對雷击与闪电產生異常恐懼为症状的恐懼症。雷電恐懼症是一种可治疗的疾病，能够感染人類等動物。
“雷電恐懼症”的英文“Astraphobia”由希腊语词语（雷暴）和（恐懼）组成。

## 症狀
對於沒有這種恐懼症的人來說，如得知雷雨即將到來頂多取消原有的外出計畫。或者如果發現自己處於雷暴之中，會往室內躲避或遠離高大的樹木。 雖然被雷擊的機率微乎其微, 但這些動作都是對潛在危險情況的適當反應。
患有雷擊恐懼症的人會有超出這些看似適當行為的反應。 在暴風雨之前和期間，他們可能會有恐慌感。 這些感覺會升級為恐慌發作，包括以下症狀：
- 全身顫抖
- 胸痛
- 麻木
- 噁心
- 心悸
- 呼吸問題[1]

恐懼症是對雷電的極度恐懼。 它可以影響所有年齡層的人，儘管它在兒童中比在成人中更常見。 它也常見於動物。
許多有這種恐懼的孩子會隨著時間的推移克服它，但其他人會在成年後繼續經歷恐懼症。恐懼症也可以在兒童時期沒有的成年人身上表現出來。
陷入雷暴或為極端天氣做準備會產生一定程度的焦慮或恐懼。在患有雷電恐懼症的人中，雷暴會引起極端反應，可能會使人衰弱。 對於有這種恐懼症的人來說，這些感覺可能是壓迫性的，感覺無法克服。

## 治療
有幾種對您有效的恐懼症治療方法。
認知行為療法(CBT)
CBT 是一種心理療法（談話療法）。 這是一種短期的方法。 這可以與治療師一對一或在一個小組中完成。 CBT 深入關注一個特定問題，並以目標為導向。 它旨在改變消極或錯誤的思維模式，並用更理性的思維方式取而代之。
接受治療
暴露療法是CBT療法的一種。 它使患有恐懼症的人可以通過慢慢接觸到讓他們害怕的事物來面對他們的恐懼。 例如，在監視或受控環境中，您會感覺到風暴或與風暴相關的觸發因素。
辯證行為療法(DBT)
這種解決問題的方法將CBT 與冥想和其他減壓技術相結合。 它旨在幫助人們處理和調節情緒，同時減少焦慮。
接受和演講療法（ACT）
ACT 旨在提高思考能力、應對技巧以及對自己和情況的接受度。
焦慮藥物
除了治療之外，您的醫生還可能會開一些抗焦慮藥物。 這些藥物可以幫助您減輕暴風雨前或暴風雨期間的壓力。 但藥物不能治愈恐懼症。
壓力管理技巧
壓力管理技術，如冥想，可以有效地消除或減少與恐懼症相關的焦慮。 從長遠來看，這些方法有助於您控制恐懼症。

## 人類以外的動物
15％至30％的狗會受雷雨影響，並可能表現出嚴重的焦慮感。對受驚嚇狗的研究證實，在雷雨期間，這類狗唾液中的皮質醇會劇烈增加，並在雷雨後仍长期維持高水平。对此的療法包括對抗性反射、去敏感化、抗焦慮藥和狗安慰性信息素。
研究表明貓也可能害怕雷雨。雖然這種情況不太常見，但已知在雷雨間貓會躲在桌下或沙發後。 
通常，如果任何動物在雷暴等事实上無害的事件（例如煙火表演）期間感到焦慮，建议应简单地繼續正常行為，而不是試圖安慰動物。